# 商业内幕
商业内幕（英語：Business Insider）在2009年2月建立的美国商业/娱乐新闻网站，总部设立在纽约，创始人是凯文·瑞恩。
该网站提供和分析商业新闻，并且将热门新闻故事刊布在网络，每个新闻都有一个“前卫”的评论。材料来自其他更大出版物如《纽约时报》、全国公共广播电台。目前的在线新闻编辑部员工45人。该网站在2010年第四季度唯一一次公布利润。2012年6月，它成为每月独立访客数达到540万的网站。

## 编辑者
该网站的编辑人士背景差异很大，总裁亨利·布拉吉也是主编，是耶鲁大学的研究生，曾经在华尔街证券公司工作，也因证券欺诈被定罪。高级作家丹·富默是西北大学毕业的，曾在《福布斯》工作。副主编乔·维森纳曾是网络公司的一个分析师和作家。副编辑尼古拉斯·卡尔森曾在硅谷的网络公司工作。

## 奖项
时代杂志：“最佳25个金融网站之一”
PC Magazine：“2009年我们最喜欢的网站”

## Business Insider Japan
Business Insider Japan由Mediagene在2017年1月推出。還有Tech Insider、Money Insider與Life Insider版面。